# Silla de mono

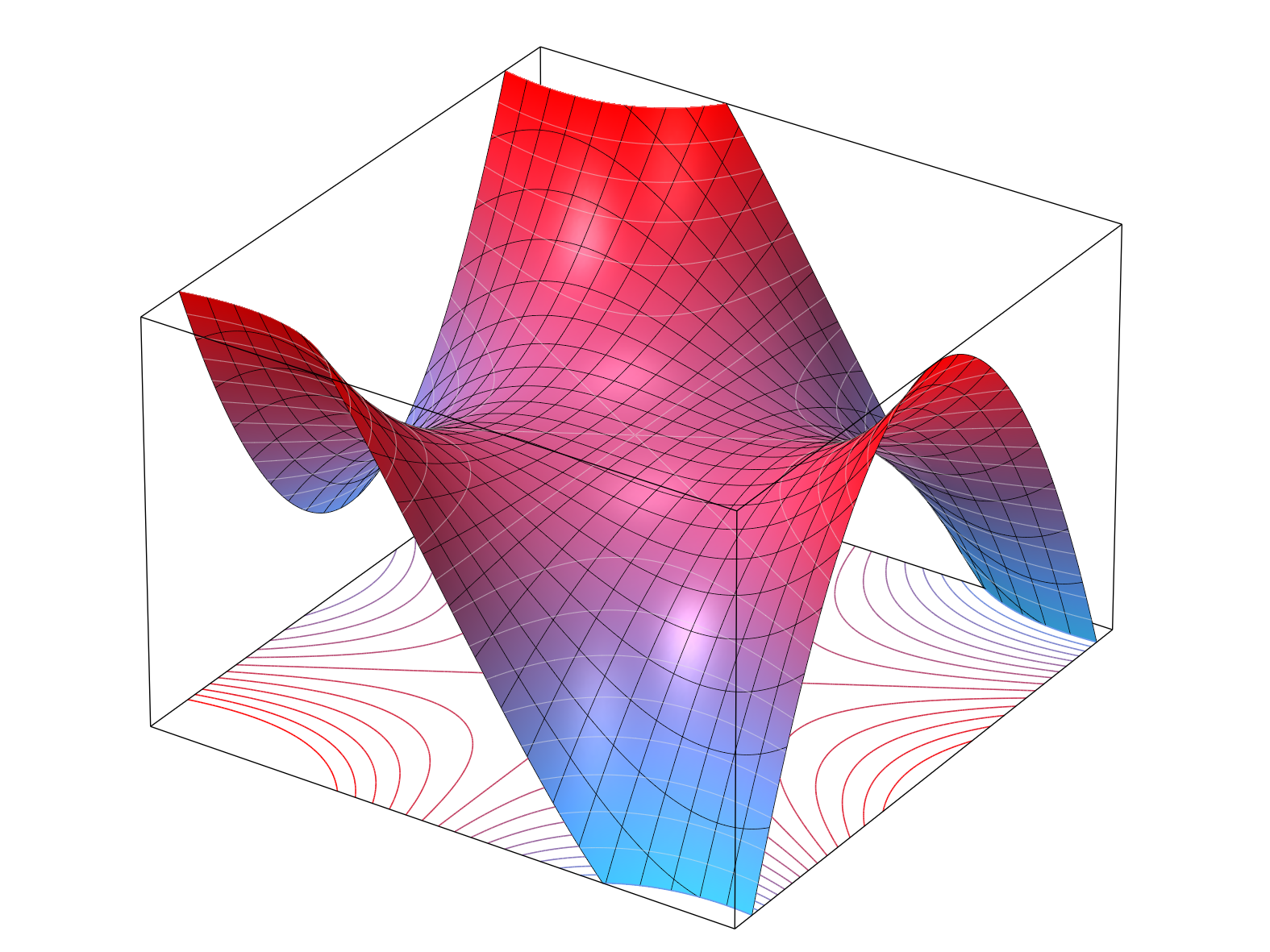
La silla de mono

En matemáticas, la silla de mono ("monkey saddle" en inglés) es una superficie definida por la ecuación:
{\displaystyle z=x^{3}-3xy^{2},\,}
o en coordenadas cilíndricas:
{\displaystyle z=\rho ^{3}\cos(3\varphi ).}
Su nombre deriva de la observación de que una silla de montar para un mono requeriría dos depresiones para las patas y otra más para la cola.

## Propiedades
Pertenece a la clase de superficies con puntos de ensilladura. El punto (0,0,0) en la silla de montar corresponde a un punto crítico degenerado de la función z(x,y) en (0, 0). La silla de montar tiene un punto umbilical aislado con curvatura de Gauss cero en el origen, mientras que la curvatura es estrictamente negativa en todos los demás puntos.
Se pueden relacionar las ecuaciones rectangulares y cilíndricas usando números complejos {\displaystyle x+iy=re^{i\varphi }:}
{\displaystyle z=x^{3}-3xy^{2}=\operatorname {Re} [(x+iy)^{3}]=\operatorname {Re} [r^{3}e^{3i\varphi }]=r^{3}\cos(3\varphi ).}
Al reemplazar 3 en la ecuación cilíndrica por cualquier número entero k \geq 1,, se puede crear una silla con k depresiones.
Otra orientación de la silla de mono es el pétalo de Smelt, definido por la ecuación {\displaystyle x+y+z+xyz=0,} de manera que el eje z- de la silla de mono corresponde a la dirección (1,1,1) en el pétalo de Smelt.

El pétalo de Smelt: x + y + z + xyz= 0

## Silla de montar
El término "silla de montar a caballo" puede usarse en contraste con la silla de mono, para designar una superficie de silla ordinaria en la que z(x,y) tiene un punto de silla, un mínimo local. o máximo en cada dirección del plano xy. Por el contrario, la silla de mono posee un punto de inflexión estacionario en todas las direcciones.